# Skyllbergs bruk

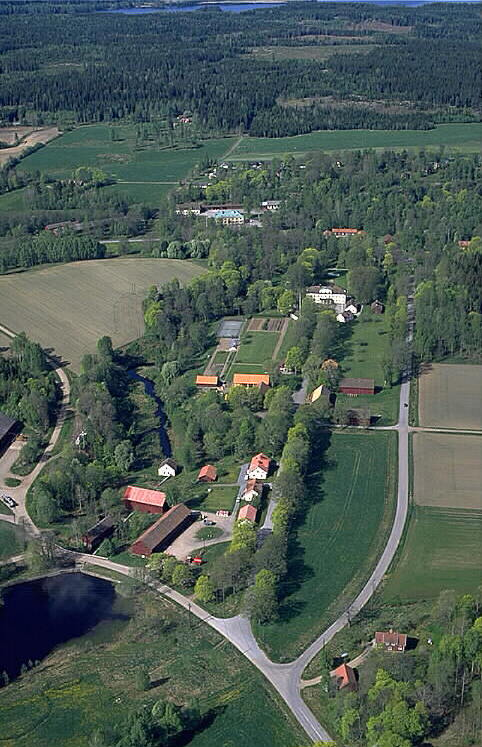
Skyllbergs bruk

Skyllbergs bruk i Skyllberg i Lerbäcks socken, numera i Askersunds kommun, i Närke har anor sedan 1346, vilket gör det räknas som Sveriges näst äldsta företag efter Stora Kopparbergs bergslags AB Bruket är också landets sista sammanhållna bruksföretag där järnmanufaktur (bland annat spik och tråd), jord- och skogsbruk, kraftrörelse och bostadsförvaltning finns kvar i samma familjeägda företagsgrupp.
Skyllbergs bruk har många olika verksamheter. Stommen är tillverkning och bearbetning av stålprodukter. Det ingår även ett elkraftnät med 1500 abonnenter. I företaget ingår dessutom bostäder samt jord- och skogsbruk. 
Herrgården uppfördes förmodligen av familjen De Geer i början av 1700-talet. Den har byggts om flera gånger och fick sitt nuvarande utseende 1912. Brukets VD bor som brukligt i herrgården.

## Historik
Skyllbergs bruk har under åren ägts av fem olika släkter över flera generationer. Bruket drevs på 1630-talet av den vallonske bruksidkaren Louis de Fineman. Det tillhörde från 1600-talets mitt släkten De Geer till 1775, då det såldes till brukspatron Olof Burén, senare adlad Burenstam, och ägdes av dennes son och sonson, kapten Axel Burenstam. Han överlät det 1876 till ett aktiebolag, där han stod kvar som störste delägare till 1888, då familjen Svensson blev huvudägare till bolaget. Riksdagsmannen Ivan Svensson var 1978–2014 verkställande direktör i företaget. Han blev ensamägare 2005.
År 1879 köptes Skönnarbo i Östergötland och 1888 Mariedamms bruk, som tidigare tillhört Godegårds bruk. Nils Ahlgren AB köptes 1982 och Degerfors Förzinknings AB 1996. 
Gustaf Svensson övertog på 1970-talet ledningen för företaget efter sin far Ivan Svensson (död 1989).

## Bruksdisponenter i urval
- Olof Burenstam 1775–
- Axel Burenstam –1888
- Ivan Svensson 1888–1918
- Gustaf Svensson 1918–1928
- Ivan Svensson 1928–1978
- Gustaf Svensson (företagsledare) 1978–2014
- Ivan Svensson (född 1974) 2014–